# Francesca Battistelli

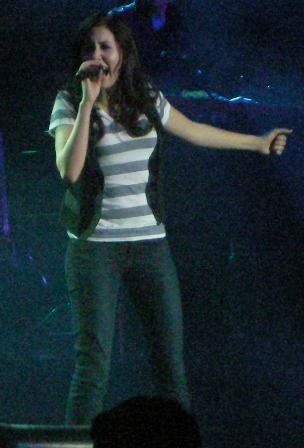
Francesca Battistelli

Francesca Battistelli (* 18. Mai 1985 in New York) ist eine US-amerikanische Sängerin des Christian Pop.

## Leben
Battistellis Eltern kamen vom Theater und so interessierte auch sie sich schon früh für Musical und sie nahm Theater- und Tanzunterricht. Mit 15 gehörte sie der Band Bella an, kam dann über den Gottesdienst zu religiösen Themen und entwickelte sich zu einer Sängerin und Schreiberin christlicher Popmusik. 2004 versuchte sie es mit ihrer ersten Independent-Veröffentlichung des Albums Just a Breath. Aber erst 2008 kam ihr Durchbruch mit dem Album My Paper Heart, das bei Fervent Records erschien. Es erreichte Platz 4 der Christian-Album-Charts und war über ein halbes Jahr in den Billboard 200. Der Song Free to Be Me war ein Nummer-eins-Hit bei den Christian Songs und wurde für einen Gospel-Grammy nominiert. Außerdem hatte sie mit dem Song It's Your Life einen Hit in den offiziellen Songcharts.
Mit ihrem dritten Album Hundred More Years stieg Francesca Battistelli im März 2011 auf Platz 1 der Christian-Album-Charts ein.

## Diskografie

### Studioalben
| Jahr | Titel              | Höchstplatzierung, Gesamtwochen, AuszeichnungChartplatzierungen (Jahr, Titel, Platzierungen, Wochen, Auszeichnungen, Anmerkungen) | Höchstplatzierung, Gesamtwochen, AuszeichnungChartplatzierungen (Jahr, Titel, Platzierungen, Wochen, Auszeichnungen, Anmerkungen) | Anmerkungen                                              |
| Jahr | Titel              | US | Christ | Anmerkungen                                              |
| ---- | ------------------ | --- | --- | -------------------------------------------------------- |
| 2004 | Just a Breath      | — | — | Erstveröffentlichung: 27. August 2004                    |
| 2008 | My Paper Heart     | US35 Gold · (54 Wo.)US | Christ1 (103 Wo.)Christ | Erstveröffentlichung: 22. Juli 2008 Verkäufe: + 500.000  |
| 2011 | Hundred More Years | US16 (17 Wo.)US | Christ1 (71 Wo.)Christ | Erstveröffentlichung: 1. März 2011                       |
| 2014 | If We’re Honest    | US13 Gold · (8 Wo.)US | Christ2 (181 Wo.)Christ | Erstveröffentlichung: 22. April 2014 Verkäufe: + 500.000 |
| 2018 | Own It             | US126 (1 Wo.)US | Christ5 (23 Wo.)Christ | Erstveröffentlichung: 26. Oktober 2018                   |

### Kompilationen
| Jahr | Titel                              | Höchstplatzierung, Gesamtwochen, AuszeichnungChartsChartplatzierungen (Jahr, Titel, Platzierungen, Wochen, Auszeichnungen, Anmerkungen) | Anmerkungen                            |
| Jahr | Titel                              | Christ | Anmerkungen                            |
| ---- | ---------------------------------- | --- | -------------------------------------- |
| 2017 | Greatest Hits: The First Ten Years | Christ35 (17 Wo.)Christ | Erstveröffentlichung: 3. November 2017 |

### Weihnachtsalben
| Jahr | Titel          | Höchstplatzierung, Gesamtwochen, AuszeichnungChartplatzierungen (Jahr, Titel, Platzierungen, Wochen, Auszeichnungen, Anmerkungen) | Höchstplatzierung, Gesamtwochen, AuszeichnungChartplatzierungen (Jahr, Titel, Platzierungen, Wochen, Auszeichnungen, Anmerkungen) | Anmerkungen                            |
| Jahr | Titel          | US | Christ | Anmerkungen                            |
| ---- | -------------- | --- | --- | -------------------------------------- |
| 2012 | Christmas      | US69 (15 Wo.)US | Christ3 (26 Wo.)Christ | Erstveröffentlichung: 16. Oktober 2012 |
| 2020 | This Christmas | — | Christ30 (3 Wo.)Christ | Erstveröffentlichung: 23. Oktober 2020 |

### EPs
| Jahr | Titel          | Höchstplatzierung, Gesamtwochen, AuszeichnungChartsChartplatzierungen (Jahr, Titel, Platzierungen, Wochen, Auszeichnungen, Anmerkungen) | Anmerkungen                             |
| Jahr | Titel          | Christ | Anmerkungen                             |
| ---- | -------------- | --- | --------------------------------------- |
| 2009 | It’s Your Life | Christ47 (1 Wo.)Christ | Erstveröffentlichung: 23. November 2009 |

Weitere EPs
- 2008: I’m Letting Go
- 2010: My Paper Heart (Dented Fender Sessions)

### Singles
| Jahr | Titel Album                                        | Höchstplatzierung, Gesamtwochen, AuszeichnungChartplatzierungen (Jahr, Titel, Album, Platzierungen, Wochen, Auszeichnungen, Anmerkungen) | Höchstplatzierung, Gesamtwochen, AuszeichnungChartplatzierungen (Jahr, Titel, Album, Platzierungen, Wochen, Auszeichnungen, Anmerkungen) | Anmerkungen                                                                |
| Jahr | Titel Album                                        | US | Christ | Anmerkungen                                                                |
| --- | -------------------------------------------------- | --- | --- | -------------------------------------------------------------------------- |
| 2008 | I’m Letting Go My Paper Heart                      | — | Christ3 (22 Wo.)Christ | Erstveröffentlichung: 15. Juli 2008                                        |
| 2008 | You’re Here Christmas                              | — | Christ6 (4 Wo.)Christ |                                                                            |
| 2009 | Free to Be Me My Paper Heart                       | US— GoldUS | Christ1 (30 Wo.)Christ | Verkäufe: + 500.000                                                        |
| 2009 | It’s Your Life My Paper Heart                      | US95 (1 Wo.)US | Christ12 (20 Wo.)Christ |                                                                            |
| 2010 | Have Yourself a Merry Little Christmas Christmas   | — | Christ22 (2 Wo.)Christ |                                                                            |
| 2010 | Beautiful, Beautiful My Paper Heart                | US— GoldUS | Christ6 (27 Wo.)Christ | Verkäufe: + 500.000                                                        |
| 2011 | This Is the Stuff Hundred More Years               | — | Christ3 (20 Wo.)Christ |                                                                            |
| 2011 | Motion of Mercy Hundred More Years                 | — | Christ17 (20 Wo.)Christ |                                                                            |
| 2012 | Angel By Your Side Hundred More Years              | — | Christ19 (20 Wo.)Christ |                                                                            |
| 2013 | Strangely Dim Hundred More Years (Deluxe Edition)  | — | Christ9 (28 Wo.)Christ |                                                                            |
| 2014 | Write Your Story If We’re Honest                   | — | Christ4 (26 Wo.)Christ |                                                                            |
| 2014 | He Knows My Name If We’re Honest                   | US— GoldUS | Christ3 (36 Wo.)Christ | Verkäufe: + 500.000                                                        |
| 2014 | Hope Can Change Everything –                       | — | Christ14 (7 Wo.)Christ | mit Jeremy Camp, Jamie Grace, Matt Maher, Bart Millard & Sidewalk Prophets |
| 2015 | Holy Spirit If We’re Honest                        | US— PlatinUS | Christ2 (34 Wo.)Christ | Verkäufe: + 1.000.000                                                      |
| 2016 | If We’re Honest                                    | — | Christ9 (26 Wo.)Christ |                                                                            |
| 2017 | Messiah Greatest Hits: The First Ten Years         | — | Christ13 (7 Wo.)Christ |                                                                            |
| 2017 | Giants Fall If We’re Honest                        | — | Christ16 (25 Wo.)Christ |                                                                            |
| 2018 | The Breakup Song Own It                            | US— GoldUS | Christ6 (26 Wo.)Christ | Erstveröffentlichung: 21. September 2018 Verkäufe: + 500.000               |
| 2019 | Defender Own It                                    | — | Christ13 (30 Wo.)Christ | Erstveröffentlichung: 12. April 2019 feat. Steffany Gretzinger             |
| 2020 | This Could Change Everything Own It                | — | Christ33 (21 Wo.)Christ |                                                                            |
| 2020 | Behold Him This Christmas                          | — | Christ23 (4 Wo.)Christ | Erstveröffentlichung: 2. Oktober 2020                                      |
| 2021 | God Is Good –                                      | — | Christ34 (18 Wo.)Christ | Erstveröffentlichung: 10. September 2021                                   |
| Folgende Lieder erschienen nicht als Single, wurden aber durch das Album zum Download und Streaming bereitgestellt und konnten somit eine Platzierung erlangen: |                                                    | | |                                                                            |
| |                                                    | | |                                                                            |
| 2011 | Be Born in Me Music Inspired by The Story          | — | Christ20 (5 Wo.)Christ |                                                                            |
| 2012 | Go, Tell It on the Mountain Christmas              | — | Christ43 (1 Wo.)Christ |                                                                            |
| 2012 | Heaven Everywhere Christmas                        | — | Christ17 (6 Wo.)Christ |                                                                            |
| 2012 | Joy to the World Christmas                         | — | Christ41 (1 Wo.)Christ |                                                                            |
| 2012 | The Christmas Song Christmas                       | — | Christ33 (5 Wo.)Christ |                                                                            |
| 2013 | Christmas Is Christmas                             | — | Christ13 (6 Wo.)Christ |                                                                            |
| 2013 | Marshmallow World Christmas                        | — | Christ41 (3 Wo.)Christ |                                                                            |
| 2013 | What Child is This? (First Noel Prelude) Christmas | — | Christ40 (4 Wo.)Christ |                                                                            |
| 2013 | When the Crazy Kicks In If We’re Honest            | — | Christ46 (1 Wo.)Christ |                                                                            |
| 2017 | Where Were You Die Hütte - Soundtrack              | — | Christ48 (1 Wo.)Christ |                                                                            |
| 2022 | Carolin’ This Christmas                            | — | Christ29 (5 Wo.)Christ |                                                                            |

Weitere Singles
- 2010: Lead Me to the Cross

## Filmografie
- 2015:	Woodlawn
- 2021: Gott ist nicht tot 4 – Wir sind das Volk (God’s Not Dead: We the People)